# Soái hạm

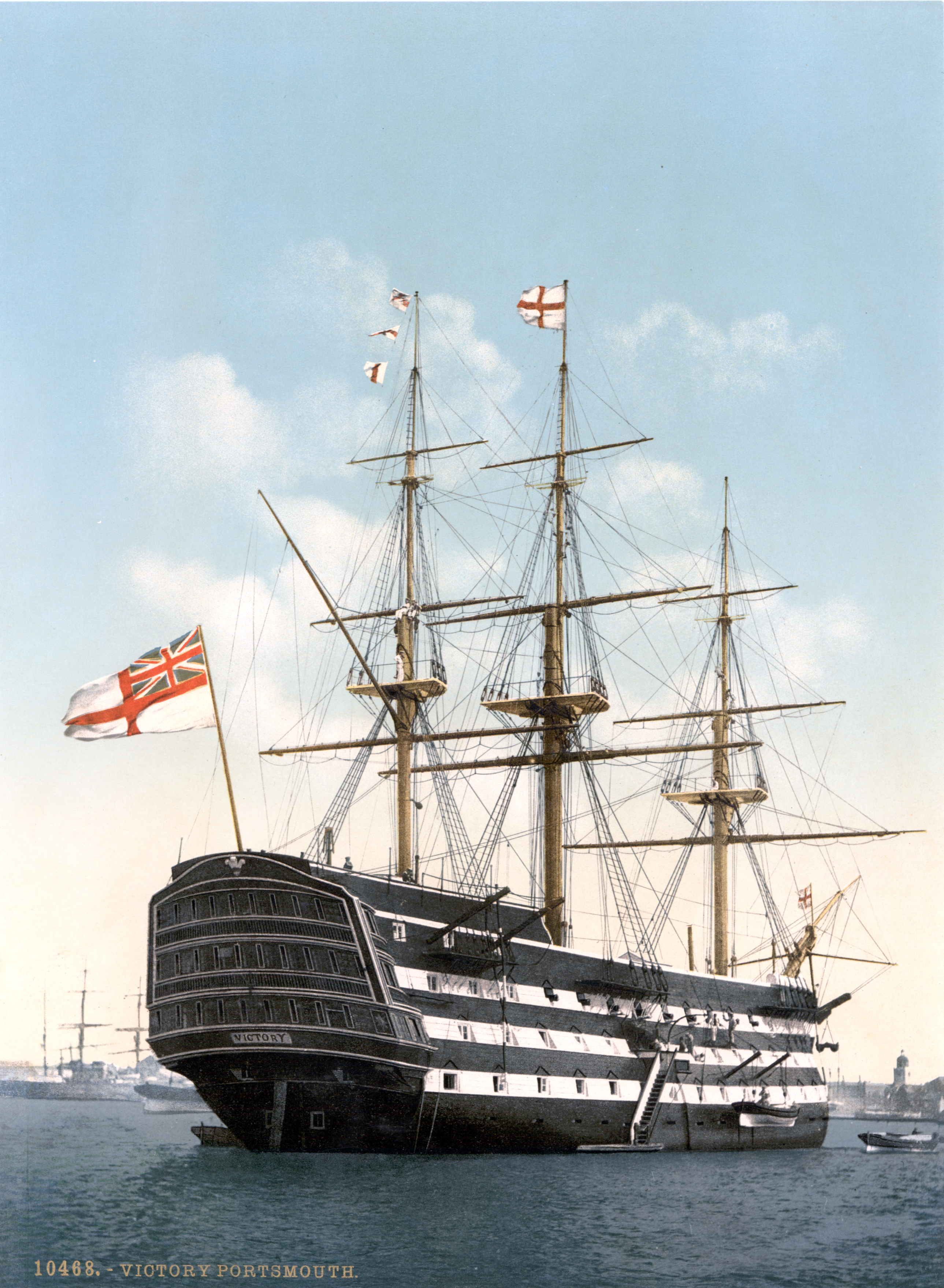
Soái hạm HMS Victory

Soái hạm hay còn được gọi là kỳ hạm (tiếng Anh: flagship) là một chiến hạm được dùng bởi chỉ huy trưởng của một nhóm tàu chiến hải quân. Nhóm tàu hải quân này có thể là một hạm đội, một hải đoàn...
Dùng trong cách này, soái hạm trên cơ bản chỉ là một sự ấn định tạm thời; soái hạm có thể ở bất cứ nơi nào mà chỉ huy trưởng của nhóm chiến hạm giương cờ của mình trên đó. Tuy nhiên các đô đốc luôn cần những cơ sở phương tiện phụ; một phòng họp đủ rộng để có thể chứa tất cả các hạm trưởng của hạm đội và một nơi dành cho ban tham mưu của đô đốc lên kế hoạch và đưa ra các hiệu lệnh.
Trong thời đại của tàu buồm, các soái hạm tiêu biểu thường là loại hạng nhất; phần cuối tàu của một trong các tàu có ba sàn trở thành nơi nghỉ ngơi sinh hoạt của đô đốc và các văn phòng ban tham mưu. Ngày nay chúng ta có thể thấy những điều đó trên chiếc HMS Victory, soái hạm của Đô đốc Nelson trong Trận Trafalgar, hiện nay ở Portsmouth, Anh quốc.

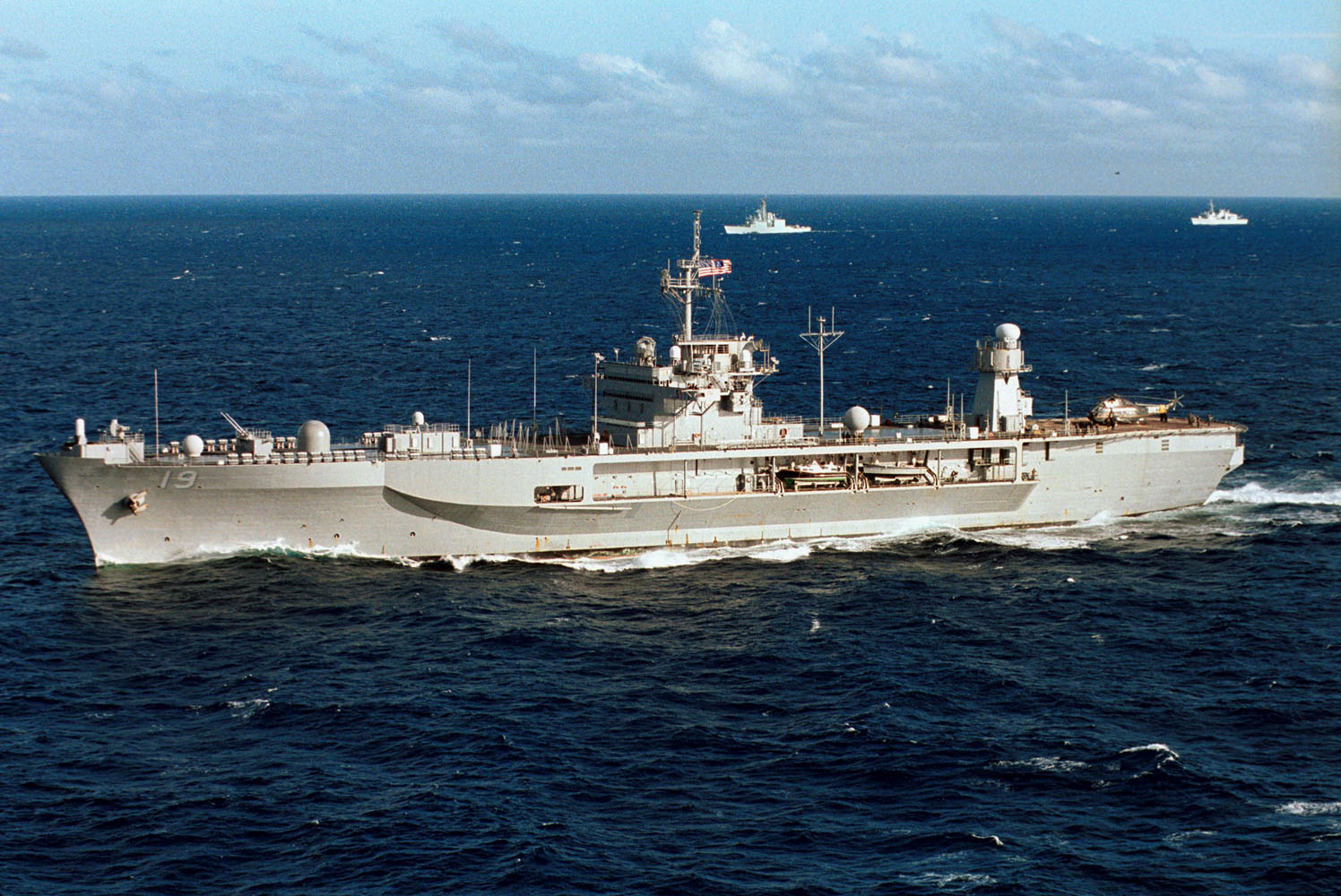
Soái hạm USS Blue Ridge (LCC-19)

Trong thế kỷ 20, tàu trở nên to lớn và đa số loại có thể đem đến cho chỉ huy trưởng và ban tham mưu đầy đủ tiện nghi. Trong Chiến tranh thế giới thứ hai, các đô đốc thường thích loại tàu chạy nhanh hơn loại to lớn. Những đòi hỏi về tính toán và thông tin gia tăng đưa đến kết quả là các kiểu thiết kế tàu điều khiển đặc biệt được dùng để phục vụ như soái hạm.

## Thể loại
Tư liệu liên quan tới Soái hạm tại Wikimedia Commons